# Miquel Sàmper
Miquel Sàmper Rodríguez (Tarrasa, 1966) es un abogado y político español. Desde el 3 de septiembre de 2020 y hasta el 26 de mayo de 2021 fue Consejero de Interior de la Generalidad de Cataluña.

## Trayectoria
Licenciado en Derecho y en Ciencias Políticas y Administración por la Universidad de Barcelona, ha dedicado buena parte de su trayectoria profesional a la abogacía, especialmente en asuntos civiles. Ha sido Decano del Colegio de Abogados de Tarrasa, Presidente del Consejo de la Abogacía Catalana y adjunto a la presidencia del Consejo General de la Abogacía Española. Fue, también, uno de los impulsores de la primera Oficina de Intermediación Hipotecaria del Estado español.
En 2015, fue candidato de CiU a la alcaldía de Tarrasa, quedando su lista en cuarta posición con tres ediles. Después de las elecciones optó por abstenerse, facilitando la investidura de Jordi Ballart, candidato del PSC, como alcalde, en detrimento del pacto que proponían Terrassa en común y ERC. Cuatro años después repitió en las listas del partido, esta vez con el nombre de Junts per Terrassa, en el puesto número, tras el exconsejero Lluís Puig. En aquella ocasión obtuvo dos regidores.
El 3 de septiembre de 2020, en una remodelación del Gobierno, fue nombrado por el presidente Quim Torra para sustituir a Miquel Buch como Consejero de Interior de la Generalidad de Cataluña.